# Eriozona chinensis
Eriozona chinensis är en tvåvingeart som först beskrevs av Ho 1987.  Eriozona chinensis ingår i släktet barrblomflugor, och familjen blomflugor. Inga underarter finns listade i Catalogue of Life.